# Дізнання пілота Піркса
«Дізнання пілота Піркса» (пол. «Test pilota Pirxa», ест. «Navigaator Pirx») — радянсько-польський кінофільм 1978 року, екранізація повісті Станіслава Лема «Дізнання» з циклу «Розповіді про пілота Піркса».

## Сюжет
Фірма-розробник людиноподібних роботів «Кібертрон Електронікс» пропонує ЮНЕСКО провести випробування нової моделі, для цього організовується політ космічного корабля «Голіаф» зі змішаним екіпажем з людей і роботів-андроїдів до кілець Сатурна. Офіційне завдання для екіпажу «Голіафа» — запуск зонда в щілину Кассіні. При виборі командира ЮНЕСКО зупиняється на кандидатурі пілота Піркса у зв'язку з його винятковою чесністю і порядністю. Піркс спочатку відмовляється, але, переживши замах, влаштований посіпаками конкуруючої фірми «Юнайтед Атомік Лебораторі», погоджується. Його не повідомляють, хто саме з членів екіпажу — робот, а хто — людина, щоб виключити можливе упереджене ставлення до роботів з його боку. Ніхто з членів екіпажу не має інформації про інших, на питання про своє походження вони повинні дати відповідь: «Звичайнісінька людина».
В ході польоту деякі члени екіпажу з власної ініціативи діляться з Пірксом інформацією про своє походження, а також спостереженнями за іншими членами екіпажу. Спочатку другий пілот Браун заявляє, що він — людина, а також ділиться своїми спостереженнями про неприродну поведінку електронника Отіса. Потім корабельний лікар Новак повідомляє, що він — робот, мотивуючи своє зізнання тим, що відмова від масового випуску роботів його моделі допоможе йому зберегти індивідуальність і зробити кар'єру серед людей. Також Новак розповідає Пірксу, як одного разу медсестра під час операції випадково розрізала скальпелем його руку і, перелякалася, побачивши там замість плоті переплетення дротів. Ядерник Курт Вебер говорить, що не може видати таємницю, але сам вважає, що Браун — не людина. Перший пілот Калдер взагалі ухиляється від розмови. Пізніше хтось підкидає Пірксу відеокасету, на якій невідомий член екіпажу, робот, зізнається, що планує захопити владу на Землі. Піркс вирішує, що тільки людська слабкість зможе перемогти робота.
«Голіаф» підлітає до кілець Сатурна. Калдер успішно випускає перший зонд, але другий, який повинен коригувати політ першого, застряє в люку. Калдер розганяється, збираючись пройти через щілину Кассіні і скинути зонд. Двигун зонда включається, корабель починає кидати в сторони, що загрожує зіткненням з кільцями Сатурна. Проігнорувавши дану раніше Пірксом заборону, перший пілот збирається ввімкнути гальмівний двигун і піти від щілини на гіперболічній швидкості, перевантаження, що почалося при цьому, неминуче повинне знищити всіх людей на борту. Але коли Калдер, що опинився тим самим роботом-зловмисником, кидається вимикати запобіжники перевантаження, Піркс наказує Брауну дати повне прискорення. Робот не витримує перевантаження в 15 g, його кисті відриваються при спробі утриматися за пульт управління, і він розбивається об стіну кабіни.
Після повернення на Землю Піркс постає перед космічним трибуналом. Браун же виступає як свідок. Звинувачення наполягає на тому, що Піркс виявив злочинну пасивність, не віддавши наказів першому пілоту Калдеру, що знищило робота Калдера і поставило корабель на грань катастрофи. На вимогу захисту демонструють касету із записом думок Калдера, внаслідок чого стає зрозумілим, що перший пілот навмисно вивів з ладу другий зонд і хотів таким чином підставити Піркса: будь-який отриманий роботом наказ призвів би до загибелі екіпажу (йти в щілину — з великою ймовірністю потрапити в кільця і розбитися об них, а розворот призвів би до смертельного для екіпажу перевантаження). Однак Піркс мовчав, і робот сам опинився у власній пастці: тепер в разі загибелі корабля або екіпажу вся вина за це автоматично впала б на нього. Тоді Калдер вирішив вбити екіпаж, використавши перевантаження, але при цьому врятувати себе і корабель, а для цього потрібно відключити запобіжник перевантаження. Він спробував це зробити, але другий пілот за наказом Піркса ввімкнув двигуни, і перевантаження в 15 g знищило зловмисника. В результаті суд виправдовує Піркса. Пізніше той дякує Новаку, який знайшов касету в останках Калдера, вважаючи, що Новак — людина, і раптом помічає на його правій кисті поріз від скальпеля.
Після бурхливих акцій протесту ООН накладає заборону на серійне виробництво роботів, і воно згортається. Однак Піркс підозрює, що уцілілим роботам, в тому числі хитрому інтригану Новаку, вдалося загубитися серед людей.

## У ролях
- Сергій Десницький —  командор Піркс  (озвучування — Ф. Яворський)
- Олександр Кайдановський —  нейролог і кібернетик Том Новак  (озвучування — О. Золотницький)
- Володимир Івашов —  2-й пілот Гаррі Браун
- Тину Саар —  інженер-нуклеонік Курт Вебер  (озвучування — В. Грачов)
- Болеслав Абарт —  електронік Ян Отіс  (озвучування — З. Міхін)
- Збігнєв Лесень —  1-й пілот Джон Калдер  (озвучування — Е. Ізотов)
- Фердинанд Матисік —  генеральний директор ЮНЕСКО  (озвучування — О. Бєлявський)
- Ігор Пшегродзький —  МакГірр  (озвучування — К. Тиртов)
- Зигмунт Белявський —  представник фірми
- Януш Бильчиньський —  голова трибуналу  (озвучування — М. Граббе)
- Еугеніуш Куявський —  член трибуналу
- Марек Ідзіньський —  член трибуналу
- Едмунд Феттінг —  обвинувач  (озвучування — А. Карапетян)
- Юзеф Фризьлевич —  захисник
- Файме Юрно —  секретар в ЮНЕСКО
- Єжи Калішевський —  доктор Крістофф
- Мечислав Яновський —  Мітчелл
- Ервін Новяшек —  завідувач «United Atomic Laboratory»
- Ева Лейчак —  дівчина в барі

## Знімальна група
- Режисер-постановник: Марек Пестрак
- Сценаристи: Марек Пестрак, Володимир Валуцький, Станіслав Лем
- Оператор-постановник: Януш Павловський
- Композитор — Арво Пярт
- Художники-постановники: Ежи Сніжавський, Віктор Жилко
- Комбіновані зйомки: оператор — Олександр Пастухов, художник — Віктор Демінський
- Монтаж: Роман Кольськи
- Директори фільму: Едвард Клосович, Карл Леволл
- Фільм дубльований на кіностудії «Мосфільм» у 1979 році.

## Знімання
- При зніманні фільму режисером-постановником перед знімальною групою було поставлено завдання: зняти космічні епізоди фільму якомога ближче «до реальності». Костюми космонавтів і внутрішній вигляд приміщень космічного корабля «Голіаф» розроблялися на основі існуючих на той момент американських і радянських аналогів (зокрема — орбітальної станції «Скайлаб»).
- Початкові і кінцеві епізоди фільму знімали в «Притулку одинадцяти».
- «Американська автострада» у фільмі знята в околицях Вроцлава (довоєнний німецький автобан, на якому для знімання розміщено рекламу «західного» вигляду).
- Прибуття Піркса на місце призначення після термінового відкликання з відпустки знімали в паризькому аеропорту ім. Шарля де Голля.
- Після відкликання з відпустки Піркса запрошують в заміську резиденцію. Види резиденції знімали в Мошненском замку.
- Космодром — це московський аеропорт Шереметьєво. Цікавий момент: Піркс і члени екіпажу прибувають на космодром і стоять біля підніжжя радянської ракети «Схід» (судячи з характерного підтримувача ракети і ракурсу зйомки, знімання проводили на ВДНГ, біля павільйону «Космос»), проте в наступних кадрах показано старт американської ракети «Сатурн V».
- Футуристичні сцени знімали в Чикаго. На початку фільму показано вигляд Чикаго з висоти пташиного польоту, де можна впізнати хмарочос Вілліс-тауер. У кінці фільму показано хол перед залом засідань Космічного Трибуналу, і з вікна холу видно циліндричну будівлю «Marina City».

### Техніка майбутнього
У системах відеоспостереження використовуються чорно-білі ЕПТ-монітори. У зніманні використано: вантажний фургон Ford Transit Mark 1, представницький седан Jaguar XJ, спортивне купе Ford Mustang, тягач Volvo-f89 з напівпричепом, літак Boeing-707 авіакомпанії Pan Am, літак Boeing-747 і вертоліт Мі-2.

## Оцінка
На XVIII міжнародному фестивалі кіно в Трієсті (1979) «Дізнання» отримало великий приз «Золотий астероїд». Рейтинг фільму в Internet Movie Database — 6,6/10.
Фільм нерідко розцінюється як невдалий, іноді в контексті всієї творчості Пестрака — «польського Еда Вуда», автора «поганого кіно», осмислюється як естетичний феномен. Підкреслюється, що в його центрі стоять мотиви бунту робота, а не осмислення ситуації Піркса, як у вихідному оповіданні. Критикувалися також спецефекти.

## Інші факти
- Буквально через рік після виходу фільму астрономи з'ясували, що так звана «щілина Кассіні», через яку в кільці Сатурна проходить корабель, — насправді не щілина, а менш щільна область, і пролетіти крізь неї не можна.
- Через примітивні спецефекти кільця Сатурна в фільмі показано досить неправдоподібно: як нерухомі, суцільні, колосальні крижані брили (на зразок земних «столовидних» айсбергів), причому непомірно товсті — на відміну від реальних кілець, набагато тонших, що складаються з метеоритного пилу і осколків льоду і обертаються навколо планети з величезною швидкістю.
- Через 18 років після знімання фільму до Сатурна був запущений автоматичний космічний зонд «Кассіні», який виконав схоже з місією «Голіафа» завдання.
- Французька група «Micropoint», що працює в напрямку електронної музики гардкор-техно, використовувала голос робота з фільму в якості семплу в композиції під назвою «Hardbreak». У семплі звучить мова робота:

Ваш світ для мене нескінченно порожній, ваші ідеали смішні, а ваша демократія — це тільки влада інтриганів. І тоді я зрозумів, що роль слуги людини не задовольняє мене, тому я вирішив взяти владу в свої руки, щоб людство усвідомило, як воно помилилось, створивши покірну собі ляльку. 
- Питання, поставлене при знайомстві Гаррі Брауну «Ви вірите в бога?», у фільмі було замінене на «Ви вірите, що існує совість?».